# Alexander Hegius Scholengemeenschap
De Alexander Hegius Scholengemeenschap is een voormalige openbare brede scholengemeenschap in Deventer voor gymnasium, atheneum, havo, mavo en lbo.

## Geschiedenis
Ten gevolge van de uitvoering van de Mammoetwet die inging op 1 augustus 1968 startte op die datum in Deventer een nieuwe gemeentelijke scholengemeenschap voor havo en atheneum waarin de Hogere Burger School (HBS) en de Middelbare School voor Meisjes (MSvM) en de Bijzondere Handelsdagschool opgingen. Met ingang van het schooljaar 1971/1972 werd ook het Alexander Hegius gymnasium opgenomen in de scholengemeenschap, omdat de gemeenteraad van Deventer weinig heil zag in het handhaven van een zelfstandig gymnasium. In 1983 gingen de Europaschool en A.L. Dubelschool op in de AHS. Toen de AHS in 1996 fuseerde met de Van Marle Scholengemeenschap veranderde de naam in het Alexander Hegius Lyceum.

## Naam
De scholengemeenschap werd genoemd naar Alexander Hegius (ca. 1439-1498), de humanist en onderwijshervormer die van 1483 tot zijn dood rector was van de Latijnse school in Deventer.
Aan het begin van het schooljaar 1974/’75 betrok de AHS een nieuw pand aan Het Vlier. Dit pand was ontworpen door ir. C. Masselink van architectenbureau G.A. Heldoorn NV te Leeuwarden en Amsterdam. In 1985 werd het pand uitgebreid door de Deventer architect G. Heijnen.

## Fusie
Het AHL ging in 2000 op in het Etty Hillesum Lyceum (EHL). In het pand van het AHL werd “Het Vlier”, de bovenbouwschool voor havo en vwo van het EHL ondergebracht.

#### Rectoren van de Alexander Hegius Scholengemeenschap
- 1968-1970 – drs. E. Tijdens
- 1970-1974 – ir. B.F. Dijkstra
- 1974-1975 – J. Westhof (wnd.)
- 1975-1981 – L.J. Rousseau[8]
- 1981-1983 – drs. Z. Derks (wnd.)
- 1983-2000 – drs. J. (Jan) Schoppen

## Bekende leerlingen
- Frank Masmeijer (1961) televisiepresentator en crimineel
- Hans Nieuwenhuis (1944-2015), hoogleraar burgerlijk recht
- Antoin Scholten (1959), politicus
- Jeroen Smit (1963), bedrijfskundige en journalist (VWO AHS)

## Voorlopers van de Alexander Hegius Scholengemeenschap
- Gemeentelijk Gymnasium (in 1968 opgegaan in de AHS)
- Rijks HBS (1968)
- Middelbare meisjesschool (1968)
- Bijzondere Handelsdagschool (1968)
- Europaschool (Mavo Jan Luykenlaan) (1983)
- A.L. Dubelschool (Mavo Karel de Grotelaan ) (1983)
- Van Marle Scholengemeenschap (1996)
  - Gemeentelijke Technische school
  - Nijverheidsschool
  - Gemeentelijke leao
  - Mavo Ceintuurbaan

## Voorgangers

### Gemeentelijk Gymnasium/Alexander Hegius Gymnasium

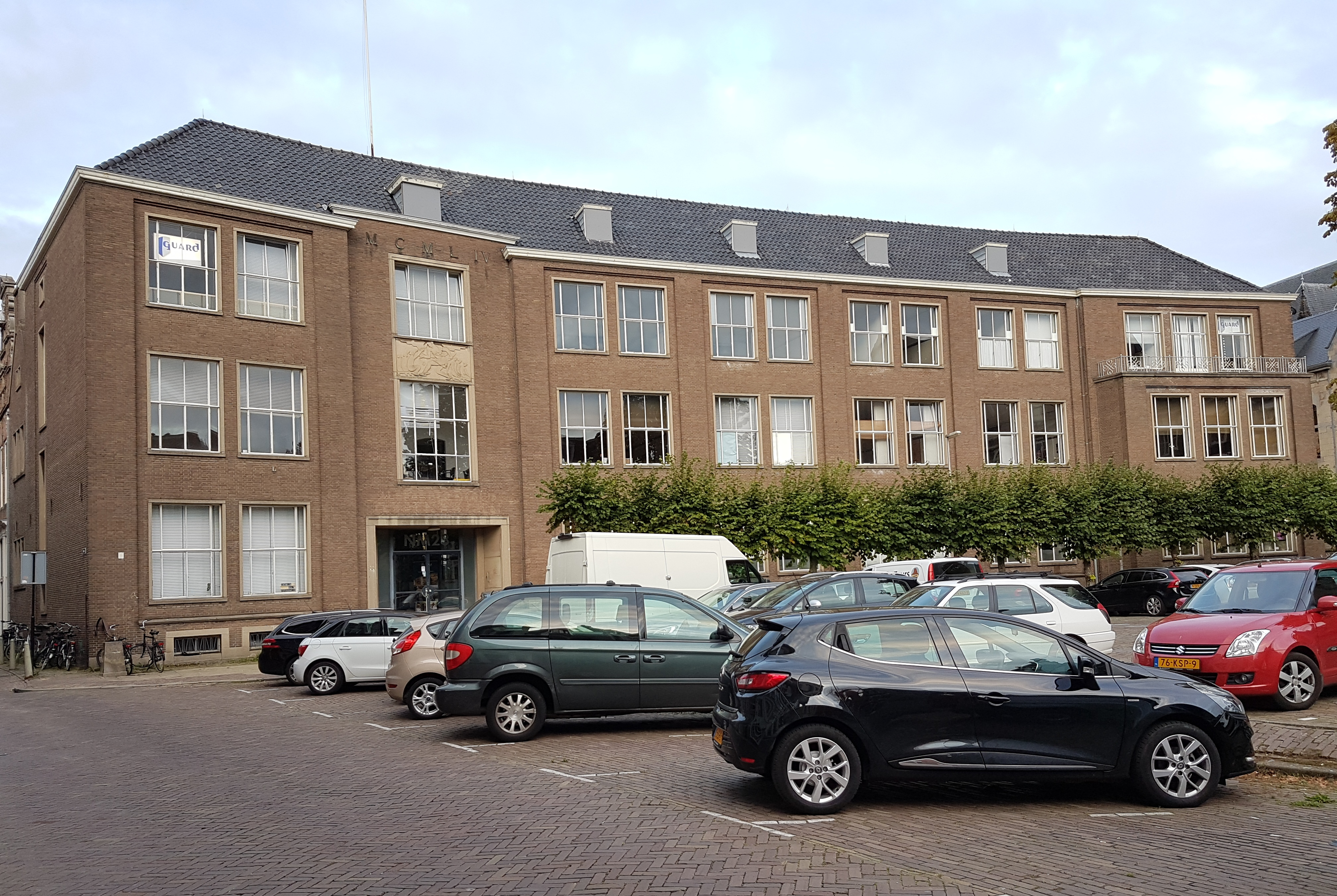
Alexander Hegius-Gymnasium, geopend in 1954

In 1848 werd de al eeuwen in Deventer gevestigde Latijnsche School omgezet in een gymnasium met vijfjarige cursus in het Landshuis, waar de Latijnse School vanaf 1839 al gevestigd was. Reden voor deze omzetting was het in 1845 ingevoerde Staatsexamen, dat een verbreding en een wetenschappelijke aanpak van het onderwijs vereiste.
In 1864 werd het gymnasium samengevoegd met het Athenaeum; dat Athenaeum, dat sinds 1630 bestaan had, ging in 1878 dicht. In 1870 verhuisde het gymnasium naar het gebouw van het Athenaeum aan de Groote Poot. Drie jaar later, 1873, betrok het gymnasium het Waaggebouw op de Brink. en vervolgens, in september 1893, het schoolgebouw aan de Nieuwe Markt. Dat gebouw was de voormalige woning van mr. H.W.J. van Marle (1831 – 1892), een broer van burgemeester mr. H.R. van Marle (1832 − 1906); H.W.J. van Marle had het pand na zijn dood aan de gemeente gelegateerd om als schoolgebouw voor het gymnasium te dienen.
Na de Tweede Wereldoorlog werd het gymnasium genoemd naar Alexander Hegius, een van de 15e-eeuwse rectoren van de Latijnsche School. Op 19 november 1954 werd het door Wim Knuttel ontworpen gymnasiumgebouw aan de Nieuwe Markt in gebruik genomen.
Met ingang van het schooljaar 1971/1972 werd het Alexander Hegius gymnasium opgenomen in de gemeentelijke scholengemeenschap, daar de gemeenteraad van Deventer weinig heil zag in het handhaven van een zelfstandig gymnasium.

#### Rectoren van het Gemeentelijk Gymnasium/Alexander Hegius Gymnasium
- 1848-1857 – dr. J. Brown (1794-1874)[11][12]
- 1857-1858 – dr. D.H. Hoenebeek Hissink (1818-1858)[11][13]
- 1859-1862 – dr. C.A. Engelbregt (1816-1890)[14]
- 1862-1890 – dr. A.J. Vitringa (1827-1901)[15]
- 1868?-1874 – prof. dr. J. J. Cornelissen (1839 – 1891)[16][17]
- 1890-1910 – dr. H.G.A. Leignes Bakhoven (1841–1910)[18]
- 1910-1928 – dr. J. Berlage (1861 –1939)
- 1928-1940 – dr. L. Hillesum (1880 – 1943)
- 1941-1965 – dr. J. Stam:
- 1965-1971 – dr. J. van Kuik[19][20]

### Hogere Burger School
In 1864 werd de Gemeentelijke Hogere Burger School (HBS) te Deventer opgericht in het gebouw van het Athenaeum aan de Grote Poot (het Athenaeum werd samengevoegd met het Gemeentelijk Gymnasium). Vanaf januari 1870 werden de lessen in het nieuwe HBS gebouw, de voormalige garnizoensgebouwen in de Pontsteeg, worden gegeven. In 1906 schiep men voor meisjes de mogelijkheid om na de derde klas van de HBS voor meisjes over te stappen op de HBS voor jongens. In 1916 werd de HBS voor jongens omgezet in een gemengde HBS. In 1920 werd de HBS om financiële reden overgenomen door het Rijk, en werd het een Rijks-HBS (RHBS). In 1938 betrok de HBS de al enige tijd leegstaande Parkscholen aan de Burgersdijkstraat. In datzelfde jaar startte met een HBS-A afdeling. Gedurende de cursus 1955/1956 kreeg de fusie met de bijzondere HBS-A, gevestigd in de Ooievaarstraat, haar beslag. Met ingang van 1 september 1956 werden beide scholen verenigd. In september 1957 werd het oude HBS-A gebouw verlaten en werden alle lessen gegeven in het gebouw aan de Burgersdijkstraat. Met ingang van 1 augustus 1968 werd de HBS als HAVO en Atheneum opgenomen in de nieuwe Alexander Hegius Scholengemeenschap.

#### Directeuren HBS
- 1864-1866 – prof. dr. M.J. Cop[22]
- 1866-1876 – prof. dr. L.A.J. Burgersdijk (†1902)
- 1876-1891 – dr. J. Sirks (†1891)
- 1891-1915 – dr. J.J. le Roy (†1931)
- 1915-1921 – ir. W. (Willem) de Visser (1858 – 1921)
- 1922-1935 – dr. H.J.E. Beth (1880-1952)
- 1935-1941 – dr. O. (Oene) Bottema (1901-1992)
- 1941-1942 – P.A. van Rossum
- 1942-1943 – E.P. van der Werf
- 1944-1947 – dr. W.H. Staverman
- 1947-1957 – dr. H.J. Blikslager
- 1957-1968 – drs. E. Tijdens (tevens directeur Handelsschool en HBS-A)

### Bijzondere Handelsdagschool
Middelbare Handelsschool, v.a. 1917 tevens Hogere Handelsschool, v.a. 1945 deBijzondere HBS-A

#### Directeuren Handelsschool
- 1913-1934 – A.J. Nijhof
- 1934-1949 – J.S.C van Dijk
- 1949-1968 – drs. E. Tijdens (tevens directeur HBS)

### Middelbare School voor Meisjes
Op 3 september 1872 ging in Deventer een driejarige HBS voor meisjes van start in enkele lokalen van de HBS (voor jongens) in de Pontsteeg. In 1896 werd de driejarige cursus vervangen door een vierjarige. In 1893 kreeg de HBS voor meisjes het Waaggebouw als lesruimte toegewezen. Vanaf 1906 konden meisjes na de derde klas overstappen op de HBS voor jongens. Begin 1913 verhuisde de meisjes HBS naar het pand in de Assenstraat waar de voormalige Lagere school B had gezeten. In 1916 werd besloten de HBS voor jongens om te zetten in een gemengde HBS; waardoor werd het voortbestaan van de vierjarige HBS voor meisjes onzeker werd. In 1928 viel het besluit om de school te laten voortbestaan als een vijfjarige Middelbare School voor Meisjes (MSvM). In september 1945 kreeg de MSvM het gebouw van de Graaf van Burenschool toegewezen dat gedeeld werd met de gemeentelijke ulo. In november 1954 verhuisde de MSvM naar een nieuw schoolgebouw aan de Nieuwe Markt, dat zij met het Gemeentelijk Gymnasium deelde. Met ingang van 1 augustus 1968 werd de MSvM opgenomen in de nieuwe Alexander Hegius Scholengemeenschap.

#### Directeuren HBS voor Meisjes/Middelbare school voor Meisjes
- 1872-1892 – mw. A.E. dèr Mouw-Zillinger
- 1892-1896 – mej. J. van der Veen
- 1896-1916 – H. van Siliakus
- 1916-1928 – mej. C.M. Borneman (tijd.)
- 1928-1929 – mej. M. de Bruijn-Ouboter (tijd.)
- 1929-1934 – J.D. Poll
- 1934-1943 – dr. W.A.P. Smit
- 1943-1948 – mw. S. van Dijk-Heidenreich
- 1948-1958 – mej. T. Gerhardt
- 1958-1968 – drs. H.W. Engelhart

### Europaschool
De openbare Europaschool (1957?) of 2e Openbare ulo werd met de Mammoetwet van 1968 de Europaschool voor mavo aan de Jan Luykenlaan 1. Deze ging begin jaren ’80 op in de AHS De school stond ook bekend als de Mavo Jan Luykenlaan of Jan Luykenmavo.

#### Hoofden Europaschool
- 1957-1964 – C.B. Zondervan
- 1964-1975 – P. van der Waal
- 1976-1983 – P.H. van den Berg

### A.L. Dubelschool
De openbare A.L. Dubelschool (1963?) of 3e Openbare ulo werd met de Mammoetwet van 1968 de A.L. Dubelschool voor mavo aan de Karel de Grotelaan 375. Deze ging begin jaren ’80 op in de AHS.
De school stond ook bekend als de Mavo Karel de Grotelaan, Karel de Grotemavo of Dubelmavo.
De school was genoemd naar A.L. Dubel, inspecteur van het lager onderwijs, vanaf ±1949 tot 1965 in de inspectie Deventer waar ook de omringende gemeentes onder vielen.

#### Hoofden A.L. Dubelschool
- 1959-1967 – D.J. Bouwmeester
- 1967-1983 – K.D. Prins

### Van Marle Scholengemeenschap
De Van Marle Scholengemeenschap was een scholengemeenschap voor lbo (later vbo) en mavo scholen. Ze ontstond in 1983 door de fusie van de Nijverheidsschool voor Meisjes (lhno), Gemeentelijke Technische School (lto) en de Gemeentelijke school voor leao. Het was de eerste grote scholenfusie in Nederland van lbo en mavo scholen.